# 黄钲 (作家)
黄钲（1945年11月—），壮族，广西邕宁县人。中国作家。

## 生平
小学和中学时就已阅读不少书籍。1964年进广西师范学院念数学，1968年毕业加入部队。1970年开始任中学数学教师。1972年发表了几篇儿童文学的短篇，后来收入小说集《收阳光》。1980年入县文联，主编《金钟山》杂志。3年后成为《三月三》编辑。1984年出版中短篇小说集《江和岭》。1989年出版中篇集《神秘的疯女》。其小说多描写普通人，语言生活化，修饰语较少。